# Luca Nardi
Luca Nardi (født 6. august 2003 i Pesaro, Italien) er en professionel tennisspiller fra Italien.